# Церковь света (Лос-Анджелес)

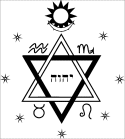
Эмблема Церковь света

Церковь света (англ. Church of Light) была зарегистрирована 2 ноября 1932 года в Лос-Анджелесе, штат Калифорния. Его миссия - «научить, практиковать и распространять «Религию звезд », образ жизни для эпохи Водолея, как это изложено в работах C.C. Заин» («Церковь света», «Видение для XXI века»). Три основателя организации: президент C.C. Заин, псевдоним Эльберт Бенджамин (1882-1951), вице-президент Фред Скиннер (1872-1940) и секретарь-казначей Элизабет Д. Бенджамин (1875-1942)

## История
«Церковь света» является продолжением инициатической организации, «Братства света», основанной в том же городе в 1915 году. Уроки «Братства света» по трем ветвям оккультной науки были написаны между весной 1910 и 1950 годами Элбертом Бенджаминомом (Также известный как С. С. Заин, и по рождению Бенджамин Паркер Уильямс). Бенджамин был приглашён в 1909 году лидерами «Герметического братства Луксора» (Г.Б.Л.) в Денвере, чтобы присоединиться к ним как преемник Минни Хиггин, который был астрологом ордена до ее смерти в этом году.  Оставшиеся члены Совета предложили Бенджамину, чтобы он переписал учения ордена в систематической форме в качестве основы для новой организации, которая «приведет оккультизм к жизни простых людей» . Это изменение было вызвано приказами Макса Теона закрыть Г.Б.Л. после смерти его жены в прошлом году.  После пяти лет подготовки и учебы Эльберт Беньямин приехал в Лос-Анджелес в 1915 году и начал проводить собрания. «В этот момент оно по-прежнему действовало как тайное общество. 11 ноября 1918 года «Братство света» открыло свои двери для публики, предлагая занятия и курсы для домашнего обучения».  Реорганизация 1932 года в «Церковь света» была ответом на принятые в этом году округом Лос-Анджелес «Запрещение как преподавания, так и практики астрологии». 
Астро-философское издательство, основанное в Денвере в 1892 году, было издательским подразделением «Герметического братства Луксора», созданным Генри и Беллом Вагнером. В опубликованные авторы вошли Томас Х. Бургойн и Сара Стэнли Гримке, которые цитировали Бенджамин как источники учения «Братства света». Он предоставил особый статус Призрачной Земле и Искусству Магии написанной Эммой Хардинг Бриттен.  Другая последовательница Г.Б.Л., Женевьева Стеббинс, перебралась в Калифорнию из Англии в 1917 году вместе со своим мужем Норман Эстли и оказала помощь Бенджаминам в создании «Братства света» .
После повторного брака Эльберта Бенджамин в 1943 году, его сын и наследник Вилл Бенджамин ушёл в ярости и основал «Звёздное министерство», «недолговечную религиозную группу, которая преподавала смесь герметизма и христианства». Хотя группа долго не просуществовала, «Церковь света» «никогда не оправилась от этих разногласий».
Двадцать один том «Братства света» являются общедоступными для не членов «Церкви света», но только члены участвуют в системе письменных экзаменов, охватывающих каждый том. Каждый экзамен проходят один раз. Семь томов посвящены астрологии, семь алхимии и еще семь магии. Студенты, которые заканчивают все 21 градус (включая экзамены), получают «Герметический сертификат». 

## Внешние ссылки
- Церковь света